# Hymenocallis coronaria
Hymenocallis coronaria) es una especie de planta bulbosa geófita perteneciente a  la familia de las amarilidáceas. Es originaria de Norteamérica.

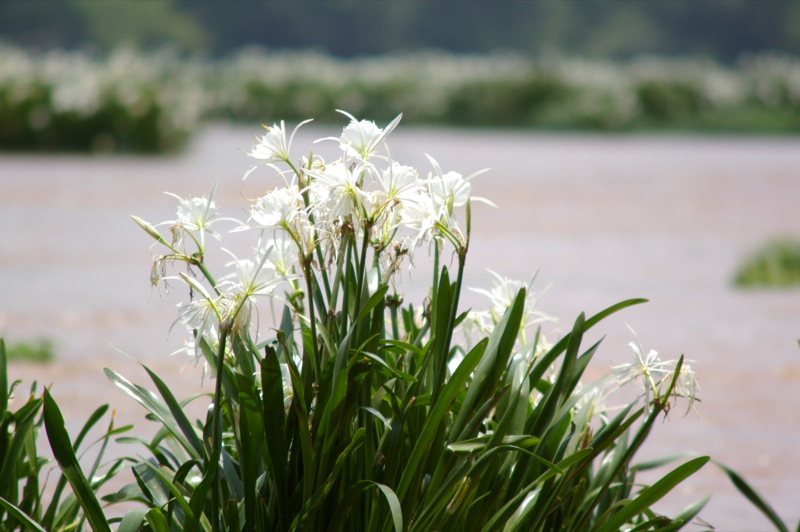
Vista de la planta

## Descripción
Es una planta con bulbo globoso, de 4-8 x 3,5-7,5 cm. Hojas caducas. Flores 3-7 (-12), abriendo de forma secuencial, fragantes; el perianto con tubo verde, de 4.5-7.5 (-9) cm, con tépalos ascendentes, verde y blanco, teñido en la base. Tiene un número cromosomático de 2n = 44.

## Distribución y hábitat
Florece en la primavera tardía - verano. En los bajíos rocosos de piedemonte y en los sistemas fluviales que se encuentran en la línea de caída del agua, a una altitud de 100 - 200 metros, en Alabama, Georgia, Carolina del Sur

## Taxonomía
Hymenocallis coronaria fue descrita por (Leconte) Kunth y publicado en Enumeratio Plantarum Omnium Hucusque Cognitarum 5: 855, en el año 1850.
Etimología
Hymenocallis: nombre genérico que proviene del griego y significa "membrana hermosa", aludiendo a la corona estaminal que caracteriza al género.
coronaria: epíteto latino que significa "como corona o guirnalda".
Sinonimia
- Pancratium coronarium Leconte, Ann. Lyceum Nat. Hist. New York 3: 145. 1836. basónimo
- Tomodon coronarium (Leconte) Raf., Fl. Tellur. 4: 22. 1838.[4]